# Espontáneos Minutos De 2x2 Es 16 Odas Al Dada Tunes
Espontáneos Minutos De 2x2 Es 16 Odas Al Dada Tunes es el tercer álbum de la banda Boom Boom Kid y noveno del músico Carlos Rodríguez publicado en 2007.

## Lista de canciones
1. Interplanet Communication 1:07
2. El Danger 0:34
3. Oda A La Madre Tierra 0:05
4. Como Empezar... 1:38
5. Entre Las Olas De Ubatuba 1:45
6. Día A Día 0:51
7. Desespero 0:24
8. Oda Al Agua 0:04
9. Oda Al Sol 0:06
10. Vida Fane' 1:32
11. Balada De Un Original Deficiente (1:49)
12. La Receta 0:10
13. En Bs. As. Olvida Para Bens, Meu Bem 1:02
14. Protesto 0:21
15. Angelito's Lullaby 1:38